# Jauge de course
Pour les articles homonymes, voir Jauge.

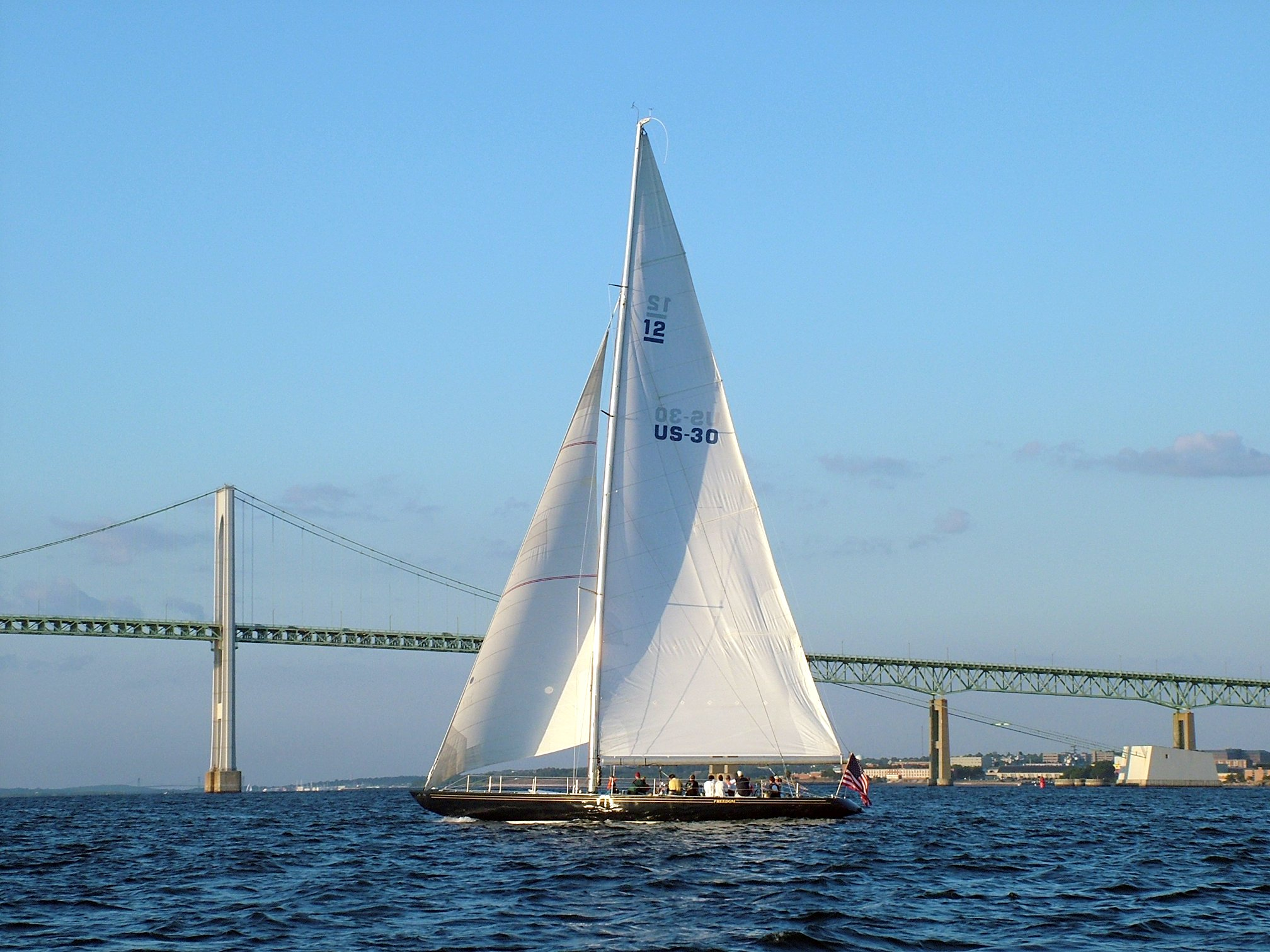
Voilier 12M JI, JI pour jauge internationale, ou 12 Metre ou 12mR, cette jauge de l'IYRU ayant précédé la jauge Class America pour la Coupe de l'America.

Les jauges de course, appelées simplement jauges dans le milieu du nautisme à la voile, sont des règles établies par un organisme impliqué dans l'organisation de compétitions nautiques comme un club nautique, une association de propriétaires, une fédération régionale, nationale ou internationale.
Les jauges sont utilisées, soit pour évaluer les performances relatives de voiliers de taille et de conception différentes afin de leur attribuer un handicap sportif, ou rating, permettant d'établir le classement final d'une régate en compensant le temps réel par un facteur de correction, soit pour ranger les voiliers en fonction de certaines de leurs caractéristiques dans une classe précise dont les performances potentielles sont jugées comme identiques.
Les jauges généralistes destinées au classement de voiliers de taille et de conception différentes par un calcul d'un temps compensé sont qualifiées de jauges à handicap. Les jauges destinées à contraindre les bateaux dans le respect des spécifications particulières à une classe sont des jauges à restrictions, pouvant aller jusqu'à la monotypie.
Les jauges peuvent être basées sur une formule scientifique, comme la Jauge Godinet, la Jauge internationale ou la Jauge universelle, reposant sur des rapports entre de nombreux paramètres. Ces formules complexes n'empêchent pas la présence de restrictions concernant en particulier l'échantillonnage. Les jauges peuvent aussi résulter d'études statistiques sur les performances de voiliers existants, ce sont des jauges de rating empirique, comme le Portsmouth Yardstick ou le Handicap national.

## Jauges à la longueur
Les premières régates en France sont courues en temps réel pour des classes régies à la longueur. Les sociétés de régate de chaque localité inventent des séries dont la plupart sont les 5, 6, 6,66 et 8 mètres, mais dont les mesures ne sont jamais prises de façon uniforme (longueur au pont, longueur à la flottaison, d'étrave à étambot, d'intérieur de l'étrave à l'intérieur de l'étambot, de râblure en râblure, etc.). Dès 1867, à sa création, le Yacht Club de France tente d'unifier ces jauges à la longueur, mais il lui faudra vaincre quelques réticences pour proposer les séries de 5, 6, 8 et 11 mètres mesurées de l'extérieur de l'étrave à l'extérieur de l'étambot. Parallèlement, le Yacht Club de France choisit pour les plus grands voiliers la jauge à formule dite "de Benoît-Champy" (voir tableau ci-dessous).

## Jauges à formule
Les formules de jauges sont principalement basées sur une équation mathématique permettant de calculer une caractéristique fondamentale du bateau. Ce peut être un volume, comme dans les jauges donnant un tonnage, ou une longueur théorique exprimée en pieds ou en mètres.
Cette valeur ainsi calculée, le rating, le bateau peut courir dans une classe dont les limites sont fixées par les règles de course, par exemple :  moins de deux tonneaux, entre deux et trois tonneaux ou moins de 12 mètres. Les concurrents peuvent ainsi courir en temps réel dans chaque catégorie, ou classe, sans que le jury de course n'ait à effectuer de calculs de compensation consistant à handicaper les voiliers théoriquement les plus rapides pour ne pas défavoriser les plus lents. Le rating est également utilisé pour établir un handicap entre voiliers différents, par le calcul de temps compensés obtenus à partir de tables de temps rendus ou d'un coefficient correcteur du temps réel de course.
Un architecte naval, à qui sont confiés les plans d'un bateau, va dessiner le bateau le plus rapide possible à la limite de chaque classe, tout en respectant les contraintes de dimensions et d'échantillonnage imposées par les règlements de la jauge et qui complètent la formule.

### Jauges généralistes
Les formules de jauge ont évolué depuis leur création, depuis les premières jauges en douane, comme le Builder's Old Measurement britannique, pour arriver à des expressions complexes tentant de mesurer les performances d'un voilier. Le tableau suivant récapitule les formules de jauges jusqu'à la création de la Jauge internationale en 1906.
| Année | Créateur     | Nom de la jauge           | Jauges américaines                                                                   | Jauges britanniques                                                                                     | Jauges françaises                                                                               | Unité    | Mesures                                             |
| ----- | ------------ | ------------------------- | ------------------------------------------------------------------------------------ | --- | ----------------------------------------------------------------------------------------------- | -------- | --------------------------------------------------- |
| 1792  | RTYC         | Builder's Old Measurement |                                                                                      | {\displaystyle \textstyle \ T={\frac {({L}-{\frac {3}{5}}\cdot {B})\cdot {B}\cdot {\frac {B}{2}}}{94}}} |                                                                                                 | Tonnage  | Longueur, bau                                       |
| 1844  | NYYC         | NYYC 1844                 | {\displaystyle \textstyle \ T={\frac {(L-{\frac {3}{5}}\cdot B)\cdot B\cdot C}{95}}} | |                                                                                                 | Tonnage  | Longueur, bau, creux                                |
| 1853  | NYYC         | Aire à la flottaison      | {\displaystyle \textstyle \ A=LWL\cdot B}                                            | |                                                                                                 | Aire     | Longueur, bau                                       |
| 1855  | RTYC         | Thames Measurement        |                                                                                      | {\displaystyle \textstyle \ T={\frac {({L}-{B})\cdot {B}\cdot {\frac {B}{2}}}{94}}}                     |                                                                                                 | Tonnage  | Longueur, bau                                       |
| 1868  | YCF          | Jauge Benoit-Champy       |                                                                                      | | {\displaystyle \textstyle \ T={\frac {L\cdot B\cdot C}{5}}}                                     | Tonnage  | Longueur, bau, creux                                |
| 1871  | NYYC         | Cubical contents rule     | {\displaystyle \textstyle \ D=100\cdot {\sqrt[{3}]{\frac {A\cdot LWL}{4}}}}          | |                                                                                                 | Tonnage  | Longueur, aires de sections                         |
| 1878  | YRA          | YRA 1878                  |                                                                                      | {\displaystyle \textstyle \ T={\frac {({LWL}-{B})\cdot {B}\cdot {\frac {B}{2}}}{94}}}                   |                                                                                                 | Tonnage  | Longueur, bau                                       |
| 1880  | YRA          | 1730 tonnage rule         |                                                                                      | {\displaystyle \textstyle \ T={\frac {B\cdot (LWL+B)^{2}}{1\ 730}}}                                     |                                                                                                 | Tonnage  | Longueur, bau                                       |
| 1882  | SCYC         | SCYC 1882                 | {\displaystyle \textstyle \ T={\frac {L\cdot S}{4\ 000}}}                            | |                                                                                                 | Tonnage  | Longueur, voilure                                   |
| 1883  | SCYC         | Seawanhaka rule           | {\displaystyle \textstyle \ R={\frac {LWL+{\sqrt {S}}}{2}}}                          | |                                                                                                 | Longueur | Longueur, voilure                                   |
| 1883  | NYYC         | 1883 NYYC                 | {\displaystyle \textstyle \ R={\frac {2\cdot LWL+{\sqrt {S}}}{3}}}                   | |                                                                                                 | Longueur | Longueur, voilure                                   |
| 1886  | UYF          | Première jauge nationale  |                                                                                      | | {\displaystyle \textstyle \ T={\frac {({\frac {P}{4}})^{2}\cdot (LWL-{\frac {B}{2}})}{2}}}      | Tonnage  | Longueur, bau, périmètre                            |
| 1886  | YRA          | Length and sail area rule |                                                                                      | {\displaystyle \textstyle \ R={\frac {LWL\cdot S}{6\ 000}}}                                             |                                                                                                 | Tonnage  | Longueur, voilure                                   |
| 1890  | NYYC         | 1890 NYYC                 | {\displaystyle \textstyle \ R={\frac {LWL+{\sqrt {S}}}{2}}}                          | |                                                                                                 | Longueur | Longueur, voilure                                   |
| 1892  | UYF          | Jauge Godinet             |                                                                                      | | {\displaystyle \textstyle \ T={\frac {(L-0,25\cdot P)\cdot P\cdot {\sqrt {S}}}{130}}}           | Tonnage  | Longueur, voilure, périmètre                        |
| 1896  | YRA          | First linear rating rule  |                                                                                      | {\displaystyle \textstyle \ R={\frac {LWL+B+0,75\cdot P+0,5\cdot {\sqrt {S}}}{2}}}                      |                                                                                                 | Longueur | Longueur, bau, voilure, périmètre                   |
| 1899  | UYF          | Formule Méran             |                                                                                      | | {\displaystyle \textstyle \ T={\frac {(L-0,25\cdot P)\cdot P\cdot S}{1\ 000\cdot {\sqrt {M}}}}} | Tonnage  | Longueur, voilure, périmètre, section maître couple |
| 1901  | YRA          | Second linear rating rule |                                                                                      | {\displaystyle \textstyle \ R={\frac {LWL+B+0,75\cdot P+4\cdot d+0,5\cdot {\sqrt {S}}}{2,1}}}           |                                                                                                 | Longueur | Longueur, bau, voilure, périmètre                   |
| 1903  | NYYC         | Universal rule            | {\displaystyle \textstyle \ R={\frac {0,18\cdot L\cdot {\sqrt {S}}}{\sqrt[{3}]{D}}}} | |                                                                                                 | Longueur | Longueur, voilure, volume                           |
| 1906  | YRA YCF IYRU | Jauge internationale      |                                                                                      | {\displaystyle R={\frac {L+B+1/3\cdot P+3d+1/3\cdot {\sqrt {S}}-F}{2}}}                                 | {\displaystyle R={\frac {L+B+1/3\cdot P+3d+1/3\cdot {\sqrt {S}}-F}{2}}}                         | Longueur | Longueur, bau, voilure, périmètre, franc-bord       |

Ces jauges à formule, généralistes, ont été complétées par des jauges plus spécialisées, principalement destinées à la course au large. La jauge européenne du Royal Ocean Racing Club, la Jauge du RORC et la jauge du Cruising Club of America en sont les bases. La jauge IRC, jauge internationale de l'ISAF possède également une formule, tenue secrète. Le tableau suivant récapitule les différentes jauges de course au large basées sur une formule.

### Jauges de course au large à formule
Les jauges basées sur le Velocity prediction program, variantes de la Jauge de l'Offshore Racing Congress, ne figurent pas dans ce tableau. Seules la Jauge IRC et celles de l'Offshore Racing Congress sont reconnues par l'ISAF pour la course au large, en dehors des jauges à restrictions comme l'IMOCA.
| Année | Créateur  | Nom de la jauge             | Jauges américaines | Jauges britanniques | Jauges françaises     | Unité    | Mesures                                               |
| ----- | --------- | --------------------------- | --- | --- | --------------------- | -------- | ----------------------------------------------------- |
| 1925  | RORC      | Jauge Fastnet 1925          | | {\displaystyle \textstyle \ R={\frac {0,1\cdot L\cdot {\sqrt {S}}}{\sqrt[{3}]{D}}}+0,2\cdot {(L+{\sqrt {S}}-F)}}            |                       | Longueur | Longueur, voilure, volume, franc-bord                 |
| 1928  | RORC      | Jauge Fastnet 1928          | | {\displaystyle \textstyle \ R={\frac {0,2\cdot L\cdot {\sqrt {S}}}{\sqrt {B\cdot D}}}}                                      |                       | Longueur | Longueur, voilure, bau, creux                         |
| 1931  | RORC      | Jauge du RORC               | | {\displaystyle \textstyle \ MR={\frac {0,15\cdot L\cdot {\sqrt {S}}}{\sqrt {B\cdot D}}}+{0,2\cdot L+0,2\cdot {\sqrt {S}}}}  |                       | Longueur | Longueur, voilure, bau, creux                         |
| 1934  | CCA       | Jauge du CCA                | {\displaystyle \textstyle \ R=0,91\cdot {(L+Cor.)}\cdot F_{st}\cdot F_{he}}                                                 | |                       | Longueur | Longueur, correcteurs, stabilité                      |
| 1968  | CCA RORC  | International Offshore Rule | {\displaystyle \textstyle \ MR={\frac {0,13\cdot L\cdot {\sqrt {S}}}{\sqrt {B\cdot D}}}+{0,25\cdot L+0,2\cdot {\sqrt {S}}}} | {\displaystyle \textstyle \ MR={\frac {0,13\cdot L\cdot {\sqrt {S}}}{\sqrt {B\cdot D}}}+{0,25\cdot L+0,2\cdot {\sqrt {S}}}} |                       | Longueur | Longueur, voilure, bau, creux tirant d'eau, stabilité |
| 1983  | UNCL RORC | Channel Handicap System     | | Formule tenue secrète | Formule tenue secrète | Longueur | liste déclarative                                     |
| 2000  | UNCL RORC | IRC                         | | Formule tenue secrète | Formule tenue secrète | Longueur | liste déclarative                                     |

## Jauges à restrictions
Les jauges à restrictions permettent aux bateaux répondant à ces jauges de courir en temps réel. La première jauge à restriction à la voilure, et seulement à la voilure, fut inventée par le peintre impressionniste Gustave Caillebotte avec la série des 30 m2 du Cercle de la voile de Paris. Le principe est simple : la voilure (le moteur) est strictement encadrée et les formes de carènes (le frein) sont plus ou moins libres à l'intérieur de quelques restrictions. Cette idée est reprise en particulier par toutes les séries allemandes du début du XXe siècle, par la série des Moth ou celle des Caneton à restrictions.
Les jauges à restrictions limitent quelques caractéristiques fondamentales du voilier comme la longueur, le déplacement, la voilure et imposent des restrictions sur les autres.
Certaines classes de dériveurs légers sont ou étaient réglementées par des jauges à restriction :
- Le Moth
- Le Caneton

Pour les quillards de course, une ancienne jauge suédoise de 1908, mais encore en usage dans les années 2000, après quelques modifications comportant un grand nombre de restrictions :
- La Square Metre Rule, jauge des Skerry Cruisers scandinaves.

Certains bateaux de course au large font également l'objet de jauges à restriction :
- Les multicoques de l'ORMA
- Les monocoques 60 pieds IMOCA

Bien que l'usage d'une jauge à restrictions ne nécessite pas le calcul d'un temps compensé, ces jauges utilisent parfois une formule de jauge, cette formule dictant certaines proportions entre les éléments caractéristiques du voilier, s'ajoutant aux contraintes d'échantillonnage. C'est le cas de l'ancienne jauge française « Chemin de fer », et la Class America.

## Jauges à handicap
Les jauges à handicap, historiquement les premières, permettent de classer les concurrents au « temps compensé ». Citons, parmi elles, les principales jauges qui ont cours : l'International Measurement System (IMS) qui a engendré un système simplifié, l'Offshore Racing Congress (ORC) et l'historique mais toujours usité Handicap System (HN).
- La jauge dite Thames Measurement qui était utilisée avant la jauge Godinet ou la jauge universelle ne peut pas être classée comme une jauge à restriction puisqu'elle donnait lieu à un classement en temps compensé (calcul de handicap).
- La jauge IRC s'applique aux voiliers habitables de course ou de croisière. Elle a remplacé en 1999 la jauge CHS (Channel Handicap System).
- la jauge OSIRIS a été créée , en France, afin de permettre au plus grand nombre de bateaux, quels que soient leur âge et leurs carènes, de régater sur un nombre important de courses, qu'elles soient locales ou nationales[3].

Les jauges à handicap sont :
- les jauges « scientifiques » permettant d'attribuer un rating par une formule de jauge, ce rating permettant lui-même de calculer un handicap, un temps rendu ;
- les jauge de rating « empirique », affectant un rating et un coefficient de handicap à un voilier suivant des résultats statistiques et quelques critères dimensionnels.

## Temps compensés
Les temps compensés sont destinés à corriger les temps réels établis par des voiliers lors d'une course. Ils permettent de compenser la différence de vitesse potentielle des voiliers en attribuant un handicap de temps à un voilier considéré comme plus rapide, afin qu'un voilier plus lent puisse courir à armes égales. Cette compensation de temps n'existe pas lors de courses entre voiliers monotypes ou disputées entre voiliers appartenant à une même classe, faisant l'objet d'une jauge à restrictions, donc estimés équivalents.
C'est le club nautique organisateur de la régate qui précise, dans le règlement d'une course à la voile, quelle méthode de calcul des temps compensés sera appliquée, à quelles catégories de voiliers, éventuellement en fonction des conditions météorologiques, et généralement dans le cadre de préconisations adoptées par une fédération d'associations nautiques, régionale, nationale ou internationale.
Cette pratique des temps compensés n'a pas toujours existé. Aux débuts du nautisme les concurrents étaient regroupés en catégories, par longueur ou par tonnage, et les plus rapides de chaque catégorie, généralement situés à la limite supérieure de la catégorie, avaient plus de chances d'emporter les prix et les coupes. Cette affectation à chaque catégorie était déjà faite suivant une jauge, les premières jauges de course à la voile.

### Tables de temps rendus au tonnage
Puis se sont mis en place des temps rendus, allégeances de temps (time allowance) ou handicaps, précisant le temps rendu par tonneau de jauge entre voiliers de tonnages différents. La Cumberland Fleet, devenue le Royal Thames Yacht Club), organisait déjà, en 1775, des régates dont le classement se faisait en temps compensé, le temps réel passé en course (elapsed time) étant corrigé (corrected time) par une allégeance de temps par tonneau. La jauge utilisée à cette époque était une ancienne version du tonnage en douane type Builder's Old Measurement.
En 1843, George Holland Ackers établit pour le Royal Yacht Squadron les premières tables de temps rendus par tonneau, en fonction de la jauge en usage à l'époque, le Builder's Old Measurement. Ces tables sont utilisées en Europe et même aux États-Unis, avec des modifications suivant les jauges utilisées par chaque club nautique. Ces tables de temps rendu par tonneau de jauge, ou par volume en pieds cubes, sont appliquées par exemple par le New York Yacht Club aux défis de la Coupe de l'America jusqu'à l'adoption par le NYYC d'autres jauges, de jauges définissant un rating en pieds.
Les jauges au tonnage ne semblent pas donner satisfaction aux concurrents de régates dont l'enjeu est important, car si la jauge est admise par les membres d'un ou plusieurs clubs, les tables d'allégeance de temps qui les complètent sont trop personnalisées et font l'objet de disputes. Elles ne reposent que sur un consensus régional, souvent basé sur une architecture en vogue dans la zone : les voiliers larges, à dérives, de faible tirant d'eau, américains, comme les sandbaggers, ont peu de points communs avec les voiliers étroits et profonds britanniques, les cutters (au dessin en lame de couteau), les cotres de régate. En 1853 le NYYC adopte une jauge à la surface de flottaison qui fait même l'objet d'une table d'allégeance de temps. Ce type de jauge à la surface de flottaison et ce système de temps compensé n'est pas appliqué en Europe.

### Tables de temps rendus à la longueur
En 1867, une table de temps rendus, établie par Nathanael Herreshoff, nommée « Time Allowance Table for One Nautical Mile in Seconds and Decimals », est publiée dans le premier bulletin du Boston Yacht Club.
Cette table de compensation des temps de course est calculée pour chaque longueur de voilier, en pieds et en pouces, et précise son temps rendu en secondes et dixièmes de seconde par rapport à un voilier de grande longueur, dont le temps rendu est nul. Cette longueur est la longueur pour la jauge, son rating. Cette table d'Herreshoff est ensuite reprise et personnalisée par les différents yacht-clubs, comme par exemple la Lake Yacht Racing Association en 1898, qui rappelle dans ses règles de course le principe de base de la table et l'application qu'elle en a faite.
Les documents ci-dessous reproduisent la version de 1892 des Tables of allowances publiées dans le New York Yacht Racing Association Manual, basées sur les tables d'Herreshoff.

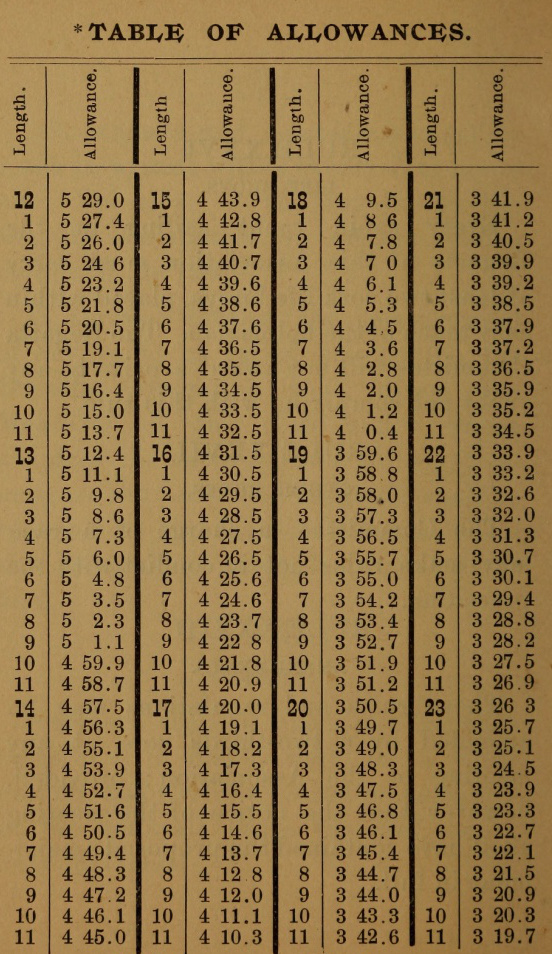
Table de temps rendus du NYYRA selon Nathanael Herreshoff p. 1/4
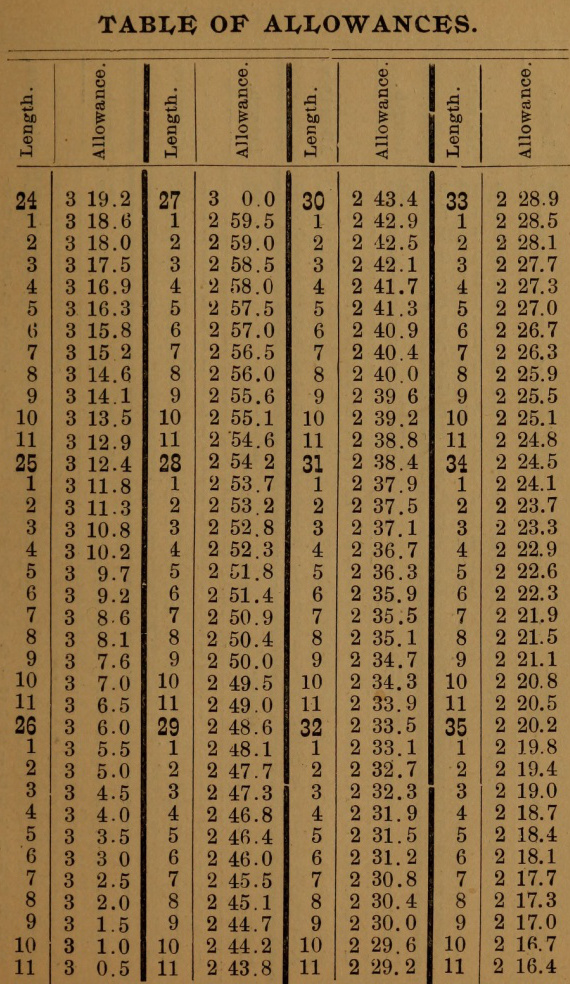
Table de temps rendus du NYYRA selon Nathanael Herreshoff p. 2/4
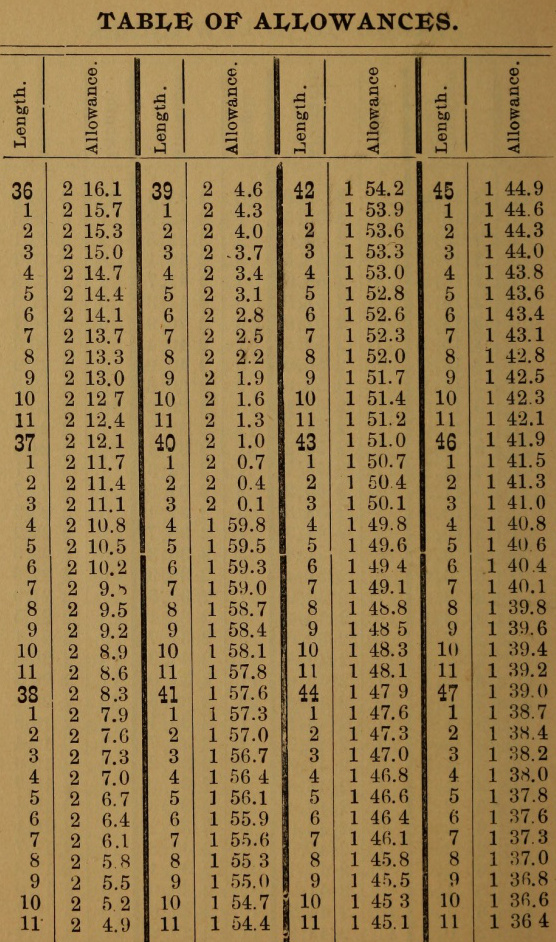
Table de temps rendus du NYYRA selon Nathanael Herreshoff p. 3/4
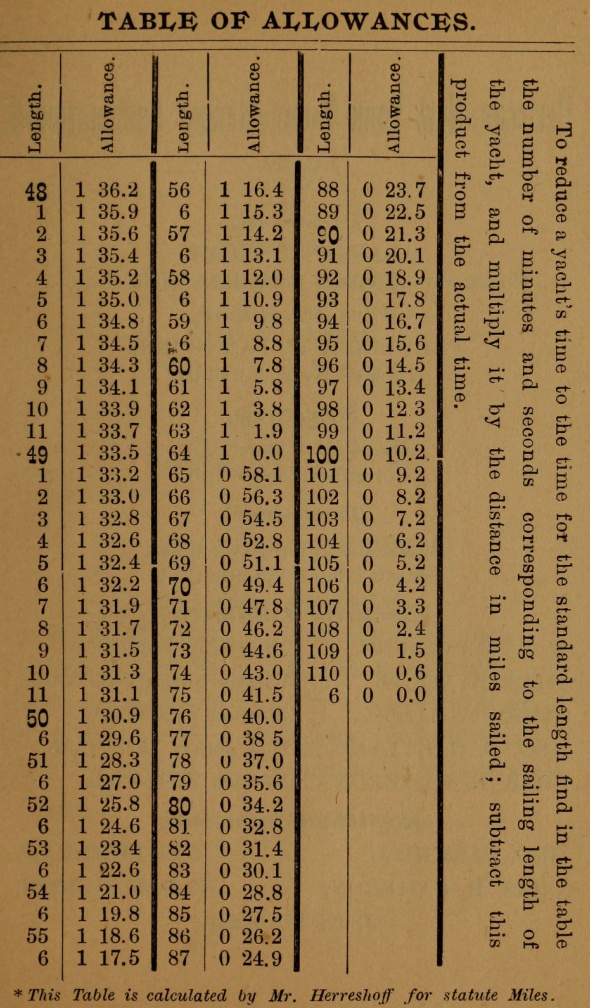
Table de temps rendus du NYYRA selon Nathanael Herreshoff p. 4/4

Au départ les tables étaient basées sur le déplacement du navire pour ensuite se baser sur le Nombre de Froude . C'est-à-dire que les tables liées au déplacement sont basées sur une décroissance en {\displaystyle l^{-1/3}} et les tables liées à William Froude sont basées sur une décroissance en {\displaystyle l^{-1/2}} où {\displaystyle l} est la longueur du navire suivant la jauge pour les deux types de tables. Bien que l'on ne connaisse pas la loi exacte utilisée dans les tables présentées en illustration la formule est très proche de : {\displaystyle Tr\ =1\ 440*(l^{-1/3}-110,5^{-1/3})} avec {\displaystyle Tr} temps en seconde .
Le principe de base des tables de Nathanael Herreshoff, mentionné par la Lake Yacht Racing Association, part du constat de William Froude : la vitesse maximum {\displaystyle V} d'un voilier (qui ne déjauge pas) est proportionnelle à la racine carrée de sa longueur de flottaison {\displaystyle L}. Cette longueur est en fait la longueur pour une jauge dont la formule permet de calculer son rating en pieds ou en mètres.
Un voilier de longueur {\displaystyle L} parcourt donc un mille marin en {\displaystyle secondes\ par\ mille={\frac {3\ 600}{k\cdot {\sqrt {L}}}}}. Le temps rendu par un voilier rapide de longueur {\displaystyle L} à un voilier plus lent de longueur {\displaystyle l} est donc {\displaystyle Tr={\frac {3\ 600}{k}}\cdot ({\frac {1}{\sqrt {l}}}-{\frac {1}{\sqrt {L}}})}.
Afin d'établir une table de temps rendu par mille, il faut donc choisir la plus grande longueur de bateau pouvant logiquement régater, 130 pieds par exemple, et effectuer le calcul des temps rendus par ce bateau à des bateaux plus petits, de pied en pied, et de pouce en pouce jusqu'au plus court, suivant la formule, et après avoir choisi le coefficient {\displaystyle k}. Ce coefficient a varié selon les clubs nautiques et les époques, afin de coller au plus près des performances réelles des voiliers en course. Les calculettes et les tableurs n'existant pas à cette époque, le travail devait être réalisé à l'aide d'une table de logarithmes.
Par exemple en 1864 le New York Yacht Club avait pris pour formule (en seconde et en pied) : {\displaystyle Tr=1\ 500\cdot ({\frac {1}{\sqrt {l}}}-{\frac {1}{\sqrt {L}}})} , soit {\displaystyle k=2,4}
et en 1904, le New York Yacht Club avait pris pour formule :
{\displaystyle Tr=3\ 600\cdot 0,8\cdot ({\frac {1}{\sqrt {l}}}-{\frac {1}{\sqrt {L}}})} , soit {\displaystyle k=1,25}.
L'organisateur de la course doit, pour chaque voilier, soustraire au temps réel de course le temps rendu figurant sur la table en face de sa longueur pour la jauge, afin d'obtenir son temps compensé et établir ainsi le classement des concurrents.

### Tables de temps rendus à la jauge
Dans cette approche la longueur n'est plus directement prise en compte, d'autres facteurs sont ajoutés. Voici l'exemple de la jauge universelle, choisie pour la Coupe de l'America en 1920. Le temps compensé est calculé suivant la formule :
{\displaystyle Tr={\frac {2\ 160}{r}}-{\frac {2\ 160}{R}}}
avec {\displaystyle R} la jauge du plus grand des bateaux, {\displaystyle r} la jauge du bateau à compenser.
Précédemment, pour les tables de temps rendu à la longueur, {\displaystyle R} était égal à {\displaystyle \ L^{-1/3}} ou à  {\displaystyle \ L^{-1/2}}.
Ici, {\displaystyle R} représente un rating ou jauge calculée comme suit : {\displaystyle R={\frac {0,18\cdot L\cdot {\sqrt {S}}}{\sqrt[{3}]{D}}}} ou {\displaystyle D} est le déplacement (en fait, le volume déplacé) du bateau et {\displaystyle S} la surface de voilure .

### Calcul direct de temps compensés

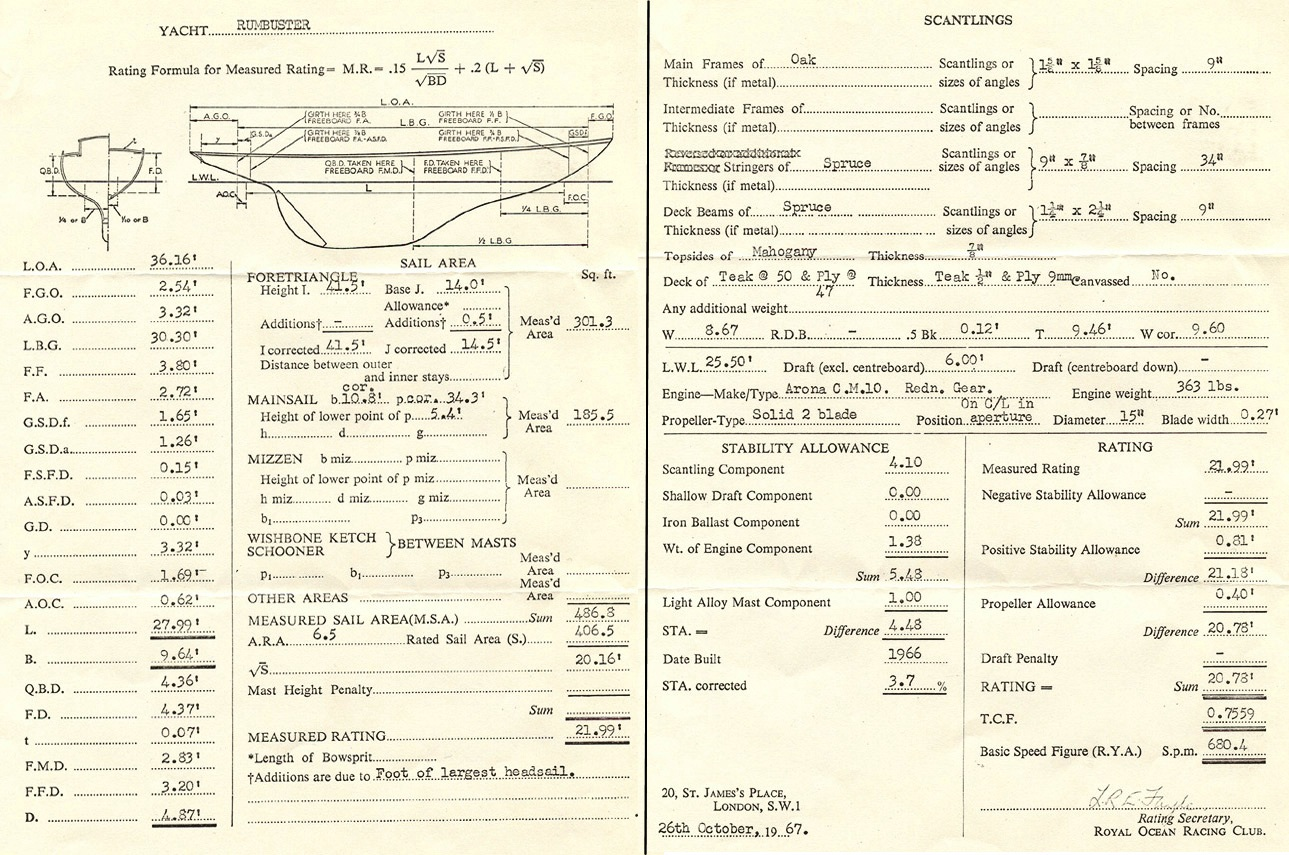
Certificat de jauge du voilier Rumbuster établi par le RORC en 1967, mentionnant la formule de jauge, son rating, ses éléments de calcul de temps compensé : TCF et BSF.

Les tables de temps rendus ne sont pas nécessaires quand la jauge donne directement un coefficient de temps compensé, ou TCF (pour Time correction factor), tel que :
{\displaystyle \Delta temps_{\text{compensé}}=TCF\cdot \Delta temps_{\text{réel}}}.
Dans ce cas, le temps compensé est une correction du temps passé en course, un calcul temps sur temps, et non-pas un temps corrigé par mille de course, comme le donnent habituellement les tables de temps rendus, calculées en temps sur distance.
La jauge du RORC donnait cependant les deux correcteurs, calculés à partir du rating {\displaystyle R} :
- {\displaystyle TCF=({\sqrt {R}}+3)/10},
- {\displaystyle BSF=514,3/TCF} (ou 514,4).

Le {\displaystyle BSF}, pour Basic speed figure, représente le temps théorique que met un voilier pour faire un mille. Un bateau dont le rating est de 49 pieds selon la jauge RORC met donc 514,3 s pour faire un mille et son TCF est de 1 : son temps compensé est égal à son temps réellement passé en course. Un bateau dont le rating est de 20,78 pieds, comme le Rumbuster (voir ci-contre son certificat de jauge : TCF = 0,7559 et BSF = 680,4) pourra donc bénéficier d'un temps compensé de deux façons différentes :
- soit son temps réel est multiplié par 0,755 9,
- soit son temps réel est diminué d'autant de fois {\displaystyle 680,4-514,3=166,1\ secondes} qu'il y a de milles de course.

L'usage du BSF, temps par mille, est plus particulièrement destiné aux régates courues par petit temps afin de ne pas défavoriser les grands voiliers par rapport aux plus petits.

### Tables de handicap pour les jauges de rating empirique
Ce type de jauge ne se base plus comme précédemment sur notre connaissance scientifique de l'aérodynamisme et de l'hydrodynamisme pour déterminer une formule de jauge, mais sur les vitesses effectives constatées. Ce type de jauge est largement utilisée de nos jours, par exemple citons en France la jauge handicap national.

### Départ selon le temps rendu
Pour une régate où le temps est calculé suivant des tables donnant des temps rendus par mille, les organisateurs ont deux façons d'organiser la régate. Le parcours étant connu, la distance à parcourir l'est aussi. Il est donc possible de déterminer par avance le temps à soustraire du temps réel. L'organisation peut calculer les temps à retrancher à partir du bateau le plus grand suivant la table (longueur, rating ou déplacement) c'est-à-dire le plus rapide suivant la méthode de calcul des tables.

#### Course à signal de départ unique
Le premier choix est le plus connu. Tous les bateaux partent de la ligne de départ en même temps.
Le vainqueur est celui qui réalisera le temps compensé le plus court. L'ennui, pour le spectacle, est que le premier franchissant la ligne d'arrivée n'est pas forcément le vainqueur. Il faut attendre l'arrivée de tous les bateaux pour déterminer le classement par calcul.

#### Course poursuite
Dans cette configuration, les bateaux ne partent pas en même temps de la ligne de départ. Chaque bateau franchit la ligne de départ à l'heure officielle du départ de l’épreuve augmentée du temps qu'il à rendre aux bateaux jaugés comme plus lents. Par conséquent, l'ordre d'arrivée est l'ordre du classement, l'épreuve consistant en fait en une course poursuite des bateaux les plus rapides sur les plus lents,.

## Jauges internationales
En 2013, les jauge reconnues par la Fédération internationale de voile, l'ISAF, sont :
- la jauge IRC, pour la course au large, gérée par le Royal Ocean Racing Club et l'Union nationale pour la course au large,
- les jauges ORC International et ORC Club, pour la course au large, gérée par l'Offshore Racing Congress,
- la jauge Small Catamaran Handicap Rating System, pour les catamarans de sport.

La première jauge historiquement reconnue par un organisme international est la Jauge internationale (Metre Rule), adoptée en 1906 au congrès de Londres, qui donne naissance à l'International Yacht Racing Union en 1907. Cette jauge sert de base à la création de classes de voiliers, les 6 Metre, 7 Metre, 8 Metre, 12 Metre et autres bateaux dont les caractéristiques sont en fait encadrées par une jauge à restrictions. Ces voiliers sont principalement destinés à courir dans une même classe, en temps réel, sans système de temps compensé.
En Amérique du Nord, les clubs restent fidèles à la Jauge universelle, puis, à partir de 1933, à la Jauge du CCA pour la course de croiseurs au large. Il faut attendre 1971 et la création de la Jauge IOR pour assister à la fusion des jauges américaines et européennes. La Jauge IOR est alors gérée par l'Offshore Rating Council (ORC). La jauge IOR est ensuite remplacée par d'autres jauges internationales de course au large gérées par L'ORC, et par la jauge IRC.
En dehors de ces jauges concernant la course au large et du système de handicap Small Catamaran Handicap Rating System, permettant de classer les catamarans en temps compensés lors de régates inter-séries, toutes les autres jauges internationales concernent en fait des classes de voiliers agréées par l'ISAF, sous forme de monotypes, monotypie stricte ou à restrictions.

## Jauge pour voiliers radiocommandés
Le modélisme naval a repris les principes des jauges de voiliers réels pour les adapter aux voiliers modèles réduits. De nombreuses jauges pour voiliers R/C (radiocommandés) ont ainsi vu le jour et sont disponibles auprès des Fédérations de modélisme naval Françaises (FFMN, FFV) et internationales (ISAF). Ce sont en particulier :
- Classe M (Marblehead), longueur 1,27 m (50 inches)
- Classe 10, jauge à formule, longueur environ 1,40 m
- Classe 1 m